# Nakajima Ki-6
Le Nakajima Ki-6 (九五式二型練習機, Kyūgo-shiki nigata renshuki) était un dérivé de l'avion de transport américain Fokker Super Universal. Produit sous licence au Japon pendant les années 1930, il fut initialement employé comme avion de ligne, puis sa variante militaire fut utilisée par l'Armée impériale japonaise dans divers types de missions, s'étalant de l'évacuation sanitaire au transport et à l'entraînement. Il fut utilisé de manière intensive au-dessus des zones de combat au Mandchoukouo et en Chine pendant la seconde guerre sino-japonaise.

## Conception et développement
Le Ki-6 fit ses débuts sous le nom de Model 8 Super Universal, lancé par Fokker aux États-Unis en 1927 comme évolution de l'Universal, un appareil ayant connu un succès important. Le Super Universal était plus grand et pouvait embarquer six passagers au lieu de quatre. De plus, il était équipé d'un moteur plus puissant et d'une aile haute de type cantilever. En tout, il est estimé qu'environ 200 Universals furent produits. En raison de sa solidité remarquable, sa capacité à voler sur de longues distances et sa grande capacité en marchandises, le Super Universal fut utilisé de manière intensive pour l'aviation de brousse et était très apprécié pour sa versatilité. Le premier vol se déroula en mars 1928. Peu après, le modèle entra en production sur le site d'une nouvelle usine à Glendale, en Californie. Le Super Universal resta en production jusqu'en janvier 1931.
Le Super Universal attira l'attention de nombreuses compagnies aériennes civiles à partir de 1928. Il suscita également l'intérêt de la part de l'Armée américaine, bien qu'aucune commande ne soit passée. Fokker reçut des commandes à l'export provenant de la Colombie, de l'Argentine, de l'Afrique du Sud et du Japon. Des accords de production sous licence furent également signés avec la subsidiaire canadienne de Vickers et avec Nakajima, au Japon.

## Histoire opérationnelle

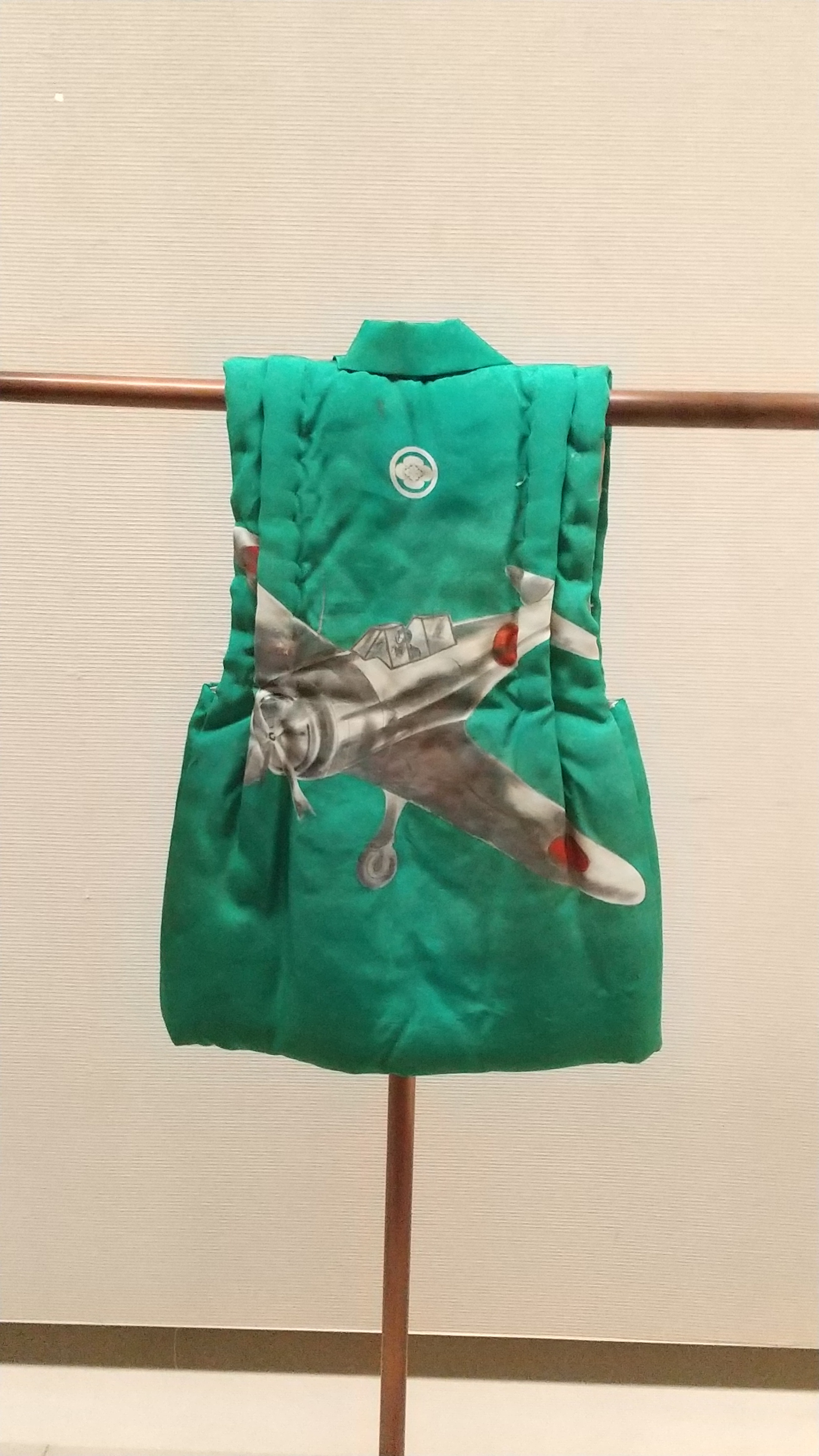
Hanten pour enfant, 1943, décoré de l'image d'un Nakajima Ki-6.

Le premier Super Universal fut livré au Japon en pièces détachées et fut assemblé par Nakajima pour la compagnie aérienne Japan Air Transport (JAT), la compagnie nationale de l'empire du Japon de 1928 à 1938. Pendant la production sous licence de l'avion, Nakajima remplaça le moteur en étoile d'origine par un Bristol Jupiter de 450 ch (336 kW), également produit sous licence au Japon, puis par son propre moteur, le Nakajima Kotobuki (en) de 460 ch (343 kW).
La production par Nakajima débuta en septembre 1930, avec la livraison du premier exemplaire en mars 1931. La production se treemina en octobre 1936, mais le nombre total d'exemplaires produits demeure inconnu. Nakajima sous-traita également une production sous licence avec la compagnie aéronautique Manshū, sa subsidiaire au Mandchoukouo, mais là-aussi le nombre d'exemplaires produits n'est pas connu. Les premiers Super Universals militaires entrèrent en service à la suite de l'invasion japonaise de la Mandchourie, en 1931, lorsque l'Armée impériale japonaise réquisitionna sept appareils appartenant à la compagnie Japan Air Transport.
En 1932, le Service aérien de l'Armée impériale japonaise décida d'acquérir ses propres avions de transport, qu'elle désigna « Avion d'entraînement de l'Armée Type 95 » sous l'ancien système de désignation des aéronefs, ou « Ki-6 » sous le nouveau système. Le premier exemplaire fut livré en tant qu'ambulance aérienne, équipée de deux civières et de trois sièges. Il fut suivi par une commande de 20 exemplaires devant servir à l'entraînement des pilotes, des mitrailleurs, des bombardiers et des opérateurs radio.
Le Service aérien de la Marine impériale japonaise commanda également 20 exemplaires du Ki-6, redésignant l'appareil « Avion de reconnaissance Fokker de la Marine basé à terre » — ou « C2N1 » en version raccourcie —, et 30 exemplaires supplémentaires redésignés « Hydravions de reconnaissance Fokker de la Marine » — ou « C2N2 » en version raccourcie —, qui étaient équipés de flotteurs. La version navale était doté d'une cabine plus grande et était utilisée pour les missions de reconnaissance aérienne et de transport militaire.
Les appareils produits au Japon furent utilisés à la fois pour des missions civiles et militaires, certains exemplaires continuant à servir après la fin de la Seconde Guerre mondiale.

## Versions
- Nakajima Super Universal : Version de transport civile ;
- Ki-6 : « Avion d'entraînement de l'Armée Type 95 », version de transport militaire pour l'Armée impériale japonaise ;
- C2N1 : « Avion de reconnaissance Fokker de la Marine basé à terre », version de transport pour la Marine japonaise ;
- C2N2 : « Hydravion de reconnaissance Fokker de la Marine », version de transport pour la Marine japonaise ;
- Manshū Super Universal : Avions de transport civils et militaires construits au Mandchoukouo.

## Utilisateurs

### Civils
- Empire du Japon :
  - Japan Air Transport (Nihon Kōkū Yusō KK?) : Compagnie aérienne nationale de l'empire du Japon de 1928 à 1938 ;
  - Imperial Japanese Airways (Dai Nippon Kōkū KK?) : Compagnie aérienne nationale de l'empire du Japon de 1938 à 1945.
- Mandchoukouo :
- Compagnie aérienne nationale du Mandchoukouo

### Militaires
- Empire du Japon :
  - Service aérien de l'Armée impériale japonaise ;
  - Service aérien de la Marine impériale japonaise.
- Mandchoukouo :
  - Force aérienne impériale du Mandchoukouo

## Spécifications techniques (Ki-6
Données de Japanese AIrcraft, 1910–1941
Caractéristiques générales
- Équipage : 1 pilote
- Capacité : 6 passagers
- Longueur : 11,25 m
- Envergure : 15,44 m
- Hauteur : 2,79 m
- Surface alaire : 37,37 m2
- Masse à vide : 1 640 kg
- Moteur : 1   moteur à 9 cylindres en double étoile refroidis par air Nakajima Kotobuki (en) de 450 ch (336 kW)

 Performances 
- Vitesse maximale : 245 km/h
- Distance franchissable : 1 045 km
- Plafond : 6 000 m
- Charge alaire : 43,88 kg/m2
- Rapport poids-puissance : 3,64 kg/ch